# Wilcze Budy
Wilcze Budy (759 m n.p.m.) - szczyt górski w grzbiecie Pasma Bukowicy w Beskidzie Niskim.
Leży w środkowej części właściwego Pasma Bukowicy. Stanowi jedno z wielu wypiętrzeń we w miarę zrównanym głównym grzbiecie pasma i jedno z najwyższych. Jest zwornikiem bocznego ramienia, odgałęziającego się na południowy zachód, które przez Suchy Wierch (727 m n.p.m.) i Kowalową (674 m n.p.m.) schodzi w widły potoków Meleniwka (na mapach: Maleniówka; od zachodu) i Głębokiego (od wschodu).
Stoki po obu stronach grzbietu dość strome, miernie rozczłonkowane, zalesione, w większości lasami bukowo-jodłowymi.
Grzbietem przez szczyt biegnie leśna dróżka, którą wiedzie czerwono znakowany  szlak turystyczny: Puławy – Zrubań (776 m n.p.m.) – Pańskie Łuki (778 m n.p.m.) - Wilcze Budy – Tokarnia (778 m n.p.m.) – Przybyszów – Kamień (717 m n.p.m.) – Komańcza (Główny Szlak Beskidzki)